# Limnophyes franzi
Limnophyes franzi är en tvåvingeart som beskrevs av Maurice Emile Marie Goetghebuer 1949. Limnophyes franzi ingår i släktet Limnophyes och familjen fjädermyggor.
Artens utbredningsområde är Österrike. Inga underarter finns listade i Catalogue of Life.